# Аутизм (симптом)
Аути́зм (от др.-греч. αὐτός — сам; оригинальный термин нем. „Autismus“) — замкнутость в себе, погружение в мир собственных переживаний и отрыв от действительности. При аутизме теряется интерес к реальности и общению с окружающими, утрачивается эмоциональный контакт с другими людьми. Помимо прочего, аутизм — неспособность различать фантазии и реальность, наклонность к принятию желаемого за действительное, мечты и надежды — за сбывшееся в действительности, желаемого или вызывающего страх — за реально существующее. Шизофренические аутисты сосредоточены главным образом на собственных аффективных представлениях и переживаниях. Аутизм — один из негативных симптомов шизофрении, по мнению автора этого термина — швейцарского психиатра Эйгена Блейлера — один из важнейших симптомов. Также термин употребляется для обозначения симптома шизоидного расстройства личности («шизоидный аутизм», нем. schizoider Autismus), при этом, в отличие от шизофрении, человек с этим расстройством не теряет возможность различать реальность и фантазии. Аутизм шизоидов проявляется в том, что они уходят в самих себя и стремятся избегнуть всяких внешних раздражений.

## История
Термин «Autismus» был введён швейцарским психиатром Эйгеном Блейлером в 1911 году в связи с концепцией шизофрении в книге «Dementia praecox, или группа шизофрений» (нем. Dementia praecox oder Gruppe der Schizophrenien). Термин «аутизм» Блейлера даже породил целое лексическое семейство, попал в различные языки, и пополнил словарный запас обыденного языка. Большинство исследователей 1910—1940-х годов активно использовали термин аутизм по отношению к шизофрении и рассматривали его как характерное проявление болезни.
С 1940-х годов и по настоящее время под термином «аутизм» чаще понимается первазивное расстройство развития детей с нарушениями социального взаимодействия и ограниченным, повторяющимся и стереотипным поведением. Для точности обычно используется «детский аутизм», «инфантильный аутизм», «ранний детский аутизм», «аутизм Каннера». Начало такому использованию термина положили Лео Каннер и Ганс Аспергер. Лео Каннер, австрийско-американский психиатр, в своей работе «Аутистические нарушения аффективного контакта» 1943 года использовал термин Блейлера, использовав его для обозначения такого расстройства у детей. Каннер писал, что у обследуемых им детей есть существенные отличения от детей с детской шизофренией или взрослой, и их аутизм не является отказом, как у шизофреников, не является отходом от уже существующего участия в жизни и не отказом от уже установившихся отношений. Он определил у этих детей «крайнее аутистическое одиночество» (англ. extreme autistic aloneness), которое игнорирует и закрывает всё, что приходит к ребёнку со стороны; им мешает прямой физический контакт или намерение контакта, или даже шум, который грозит нарушить их одиночество. Всё перечисленное воспринимается болезненно, как вторжение, вызывающее стресс, либо ребёнок отвергает попытки контакта, «как если бы их не существовало».
Термин «аутистические психопаты» (нем. autistischen Psychopathen) также в несколько ином смысле использовал австрийский психиатр и педиатр Ганс Аспергер для обозначения психически ненормальных детей, страдавших от схожей с аутизмом конституциональной психопатией (расстройством личности). В 1938 году он впервые употребил термин «аутистические психопаты» в статье «Психически ненормальный ребёнок» (нем. Das psychisch abnormale Kind). В 1944 году им была написана статья «Аутистические психопаты в детском возрасте». Впоследствии эта нозологическая единица — «аутистическая психопатия» — была названа его именем (синдромом Аспергера), но затем вовсе исчезла из западной психиатрии, объединившись с детским инфантильным аутизмом в «расстройство аутистического спектра».
Под «аутистическими психопатами» Ганс Аспергер понимал психопатических личностей, расстройство которых проявляется с детского возраста:

«Подобно тому, как мы полагаем, что в основе организации личности больного шизофренией лежит процесс прогрессирующей потери контакта, подобно тому, как шизофренический аутизм накладывает особый отпечаток на мышление и аффекты, чувства, желания и действия больного, и все значительные симптомы шизофрении легко могут быть приведены к общему знаменателю блокирования взаимоотношений между Я и внешним миром, — так и сужение круга отношений во всех областях является отличительным признаком наших детей. При этом речь идёт не о детях, у которых психическое нарушение затрагивает центр личности, то есть не о психотических, а о психопатических детях с отклонениями, выраженными в большей или меньшей степени. Но и здесь основное нарушение накладывает характерный отпечаток на все проявления личности, объясняет трудности, неудачи, а также особые успехи.»
Оригинальный текст (нем.)
«So wie wir uns die Persönlichkeit der Schizophrenen durchorganisiert denken können von dem prozeßhaft fortschreitenden Kontaktverlust, so wie der schizophrene Autismus dem Denken und der gesamten Affektivität, dem Fühlen, Wollen und Handeln der Kranken ihre besondere Färbung verleiht, so daß die wesentlichen Symptome der Schizophrenie zwanglos auf den gemeinsamen Nenner der Absperrung der Beziehungen zwischen Ich und Außenwelt gebracht werden können — ebenso ist die Einengung der Beziehungen auf allen Gebieten auch für unsere Kinder wesensbestimmend. Es handelt sich dabei aber nicht um im Zentrum der Persönlichkeit gestörte, also nicht um psychotische, sondern nur um mehr oder weniger abartige, psychopathische Kinder. Aber auch hier wirft die Grundstörung ein bezeichnendes Licht auf alle Äußerungen der Persönlichkeit, erklärt die Schwierigkeiten, das Versagen, wie auch die besonderen Leistungen.»
— Г. Аспергер. «Аутистические психопаты в детском возрасте», 1944

## Характеристика аутизма различными психиатрами
Согласно Э. Блейлеру, при шизофрении нарушается соотношение реального и аутистического типов мышления. Доминирующее значение получает аутистическое мышление, с «уходом от действительности, тенденцией к символике, замещениям и
сгущениям». Блейлер также указывал, что больные шизофренией живут в воображаемом мире, который полон осуществлёнными желаниями и идеями преследования, при этом аутистический мир может быть для них более реальным, чем мир действительный. Он отмечал, что больным шизофренией свойственна потеря контакта с реальностью в различной степени, они перестают заботиться о внешнем мире, живут в воображаемом мире.
Блейлер выделил три основных компонента структуры аутизма:
- «жизнь в воображаемом мире осуществлённых желаний и идей преследования» (оригинальное высказывание Блейлера);
- утрата контакта с реальностью;
- различные положения реального и аутистического мира.

В российских исследованиях аутизма 1990-х было решено, что Блейлер всё же выдвинул два аспекта структуры аутизма: 1) внешний поведенческий, с нарушением поведения в обществе и уходом от действительности 2) внутренний, ведущий, содержательный — аутистическое мышление.
Э. Блейлер и Э. Кречмер были согласны в том, что черта шизофренического мышления — распад как логически-категориального мышления, так и магического мышления.
По мнению Артура Кронфельда, изначально Блейлер определял у больных аутизмом склонность к расщеплению психических установок из-за нарушения ассоциативных связей, якобы основного расстройства, а только после этого уже́ начал усматривать в первоначально определяемом «само основное расстройство».
Немецкий психиатр Карл Ясперс описывал аутизм как «самозаточение в собственном изолированном мире». Он указывал, что одна из сторон аутизма — концентрация на собственных фантазиях, независимо от реальности, и отсутствие способности различать реальность как таковую, и учитывать её должным образом.
Немецко-британский психиатр Вильгельм Майер-Гросс отмечал, что в аутистическом мире человек с шизофренией не имеет никаких желаний, доволен своим существованием и все препятствия реальности для него лишены объективности.
С. М. Корсунским аутизм описан как «особый аффективно построенный мир, не зависящий от логических законов, являющийся продуктом ослабления логического мышления и мыслящий желания осуществлёнными».

«Но я очень сомневаюсь в этом (то есть аутизме), как считает Блейлер, что он вызван замыканием в себе пациента в его собственных фантазиях. <…> Упрямая бездеятельность часто проявляется пациентами, у которых не может быть и мысли об особых фантазиях, в которых они могут потерять себя.»
Оригинальный текст (англ.)«But I very much doubt if it (i.e. autism), as Bleuler thinks, is caused by the withdrawal of the patient to his own phantasies … Stubborn inactivity is often shown by patients, in whom there can be no thought of special imaginings in which they could lose themselves…»
— Э. Крепелин. «Dementia Praecox и Парафрения», 1919
О. В. Кербиков (1955) описывал необщительность и недоступность больных шизофренией, их отрыв от окружающей среды, прогрессирующую безынициативность и потерю заинтересованности в событиях окружающей жизни, и выделял у них два варианта аутизма. Первый — отсутствие всякого интереса к окружающему, отсутствие контакта и отсутствие стимулов к деятельности, второй — крайняя неадекватность поведения в окружающей обстановке.
Л. Коженёвский привнёс понятия «простого» (первичного) аутизма и «сложного» (вторичного) аутизма. Простой аутизм характерен для простого типа шизофрении и представляет собой невозможность приспособления к реальному миру, которая обусловлена аутистической мотивацией. Сложный аутизм встречается при бредовой форме шизофрении и выражает «протест больного против реального мира».
Польский психиатр М. Ярош выделил два типа аутизма: «захватнический аутизм» (лат. autismus potioris, от лат. potior — захватывать; пол. „autyzm obejmujący”) и «оборонительный аутизм» (лат. autismus defensorius, от лат. defenso — защищать; пол. „autyzm obronny”). «Захватнический» выражается в почти полном внимании на содержании психопатологических переживаний, а «оборонительный» аутизм как выражается как психопатологический защитный механизм, в ответ на внешние факторы, превышающие уровень сопротивляемости индивидуума.
Российский психиатр, доктор медицинских наук Смирнов В. К. писал, что для шизофрении характерно постепенная деградация психических процессов: сначала в сознании больного шизофренией разрушается конструкция реального, и появляется конструкция аутистического. Аутистическая конструкция не способна к существованию вне реального мира, и поэтому также деградирует, точнее «подвергается опустошению».
Французский психиатр и психоаналитик Анри Эй считает, что шизофрению характеризуют отрицательная и позитивная структуры. Аутизм является проявлением именно позитивной структуры, которая обусловлена избеганием контроля реальности, желание которого безгранично, при этом аутист желает освободить свой внутренний мир от мира других. «Страдающий больной» создаёт «бредовую стену» для отгораживания от реальности. Таким образом, позиция Анри Эя в том, что аутизм — это бред и общий знаменатель разных форм шизофрении.
А. Кемпинский усматривал в аутизме противоположность информационному метаболизму — прекращение информационного обмена с миром, которое приводит к заточению в мире личных переживаний и к «чувству пустоты». Кемпинский считает, что это «чувство пустоты» самым лучшим образом выражается введённым поляком Яном Мазуркевичем понятием «шизофренической абиотрофии» (от abio- «без жизни» + -trophy «развитие») — угасания жизненной энергии.

### Аутизм шизоидов и шизофреников по Кречмеру
Первоначально немецкий психиатр Эрнст Кречмер описал в своей теории темпераментов и конституций переход от здоровья к болезни: от шизотимиков (психически здоровых, нем. Schizothymen) — к шизоидам (пограничный уровень, нем. Schizoiden) — к шизофреникам (психопатологический уровень, нем. Schizophrenen). Кречмер выделял гиперэстетический аутизм (нем. hyperästhetisch, на англ. hyperæsthetic, происходит от др.-греч. ὑπέρ «повыше», «свыше», «сверх» + αἴσθησις «чувство», «ощущение», «сообразительность») и анэстетический аутизм (от нем. anästhetisch, на англ. anæsthetic, от др.-греч. ἀν- отрицательная приставка; «не-» + др.-греч. αἴσθησις «чувство», «ощущение», «сообразительность»). Гиперэстетический аутизм проявляется при повышенной чувствительности в виде ухода в себя и жизни в грёзах, а анэстетический — отсутствием эмоционального интереса к внешнему миру, «простой бездушностью».
Психэстетической пропорцией (нем. psychästhetische Proportion, происходит от нем. psychästhetisch, на англ. psychæsthetic, от др.-греч. ψυχή «дух», «душа», «сознание», «характер» + др.-греч. αἴσθησις «чувство», «ощущение», «сообразительность») называется переплетение анэстетических и гиперэстетических элементов у шизоидных личностей. По Кречмеру, аутизм — симптом шизоидного «темперамента», имеющий различия в зависимости от психэстетической шкалы (нем. psychästhetische Skala). Аутизм может в некоторых случаях являться симптомом повышенной чувствительности. Такой тип гиперэстетических шизоидов с раздражением и отвращением воспринимает краски и тона реальной жизни, и их аутизм заключается в том, что они уходят в самих себя, стремятся избежать какого бы то ни было внешнего раздражения и заглушить его. В одиночестве они ведут жизнь в грёзах, «бездеятельную, но полную мыслей», как это делал, к примеру, немецкий поэт и шизофренический аутист Фридрих Гёльдерлин. Другой писатель, Август Стриндберг, удачно высказался о потребностях аутистов, заявив о своём желании «одиночества, чтобы закутаться в шёлк своей собственной души».
Анэстетические шизоиды просто не интересуются внешним миром, а его требования они игнорируют. Такой тип аутистов замыкается в сам в себе, так как ощущает, что внешний мир ничего не может дать ему. Кречмер один из первых предположил, что аутизм — защитное образование, которое ограждает шизофренического аутиста от субъективно нестерпимой реальности.
Аутизм большинства шизофреников и шизоидов представляет комбинацию обоих элементов «темперамента»: равнодушие со слабо выраженной боязливостью, и одновременно с этим холод и враждебность с бурным желанием быть оставленным в покое. Большинство шизоидов выделяются не только чрезмерной холодностью или чувствительностью, а обеими этими характеристиками в абсолютно различных комбинациях. Антипатия к коммуникации с людьми варьирует от застенчивости и нежной тревоги через угрюмую причудливую тупость и иронический холод до резкой и активной мизантропии. Вследствие бегства от людей и из склонности ко всему тому, что спокойно, шизоиды обычно любят проводить время на природе или с книгой. Наряду с обыкновенной необщительностью, характерной чертой некоторых высокоодарённых шизоидов, является избирательная общительность в замкнутом кругу, при этом они предпочитают изящную светскую жизнь, аристократический этикет, выдержанный и формальный стиль общения. Дружба у шизоидов обычно к одному человеку, часто тоже шизоиду, образуя «союз двух мечтающих чудаков».
Шизоидные качества характера, наблюдаемые на поверхности, выделенные Кречмером, следующие:
- боязлив, застенчив, сентиментален, нервен, тонко чувствует, возбуждён, друг книги и природы;
- чудак, необщителен, сдержан, тих, серьёзен (лишён чувства юмора);
- добродушен, послушен, равнодушен, честен, туп и глуп.

Постпсихотическая (псевдопсихопатическая) личность у больных шизофренией после психоза часто проявляется очень яркой шизоидностью, хотя и бывают случаи шизофренического слабоумия. Иногда встречаются шизоиды, которые выглядят так, будто испытали шизофренический психоз до рождения: с детства они слабоумны, недружелюбны, необходительны, упрямы. Такие характеристики личности свойственны лицам, перенёсшим тяжёлый эндогенный психоз.

## Аутистическая активность
Отдельно рассматривается аутистическая активность. Так, психиатры Смулевич А. Б. и Воробьёв В. Ю. понимали под ней шизофренические вычурные (неестественные, причудливые) действия и поступки человека, не согласующиеся с общепринятыми нормами поведения, нелепые и показывающие полный отрыв как от реальности, так и от своего жизненного опыта. Красильников Г. Т. считал, что подобная активность — ненормальность выбора цели или средств для её достижения.

## Аутистическое мышление
Аутистическое мышление — это термин, обозначающий форму и особые законы мышления пациентов с шизофренией, впервые описанный в статье Эйгена Блейлера «Аутистическое мышление» (нем. Das autistische Denken) в «Ежегоднике психоаналитических и психопатологических исследований». Аутистическое мышление — мыслительный процесс людей с шизофренией, когда они игнорируют реальность и живут в мире, полном фантазий. Если у человека аутистическое мышление, он может не заботится о выполнении желаний, а уже считает их все выполненными. Аутистические шизофреники игнорируют правила логики, в мышлении они могут сделать невозможное возможным, все их цели в их уме достигнутыми. В самых тяжёлых случаях люди могут жить в мире полном мечтаний и игнорировать реальный мир.
Например, самая крайняя степень аутизма, у кататонического пациента с онейроидным синдромом могут быть такие особенности, как сноподобное состояние в качестве фона и интенсивный психопатологический опыт. В некоторых случаях реальность, галлюцинации и иллюзии сливаются в одно, а кататонический шизофреник в психиатрической больнице считает, например, что он капитан звездолёта, все остальные пациенты — это его команда и т. д. Информация о реальном мире при этом игнорируется. Происходит дезориентировка в окружающем и во времени, особое, сновидное помрачение сознания, а переживания отличаются большой фантастичностью и сложностью: перелёты на другие планеты, путешествия на машине времени и т. п. Их поведение при этом не отражает богатство переживаний, а выражается в кататоническом поведении: негативизме, мутизме, стереотипном раскачивании, восковой гибкости.
Некоторые психиатры в аутизме видят патологическую защитную реакцию — уход от агрессивного влияния окружения. К таковым относится американский психиатр Ричард Леос Дженкинс. Он считал, что именно защитная реакция приводит даже к кататонии («защитный характер»), гебефрении («дезорганизация») или параноиду («психическая реорганизация»).
Аутистическое фантазирование больной шизофренией рассматривает «в роли желаемого эквивалента действительности», в основе которого — желание сотворения собственного мира, которое реализуется через механизм инфантильной психологической защиты.
А. А. Меграбян ввёл термин «реактивный аутизм» для обозначения активно-оборонительного поведения индивидуума с шизофренией, чья личность изменилась после психоза.
Швейцарский психиатр и пионер в области экзистенциальной психологии Людвиг Бинсвангер считал, что в аутистическом бытии-в-мире находится экзистенциальная тревога, приводящая к отсутствию контакта с реальным миром, утратой его и своего «Я». Утрата бытия-с-другими, то есть сосуществования, обозначает и утрату самого существования. Данная утрата — «вечная пустота», в которой, по словам Бинсвангера, «Dasein больше не существует как „Я“».

## Аутистически недисциплинированное мышление в медицине
В 1919 году (переиздано в 1921) Блейлер написал книгу «Аутистически недисциплинированное мышление в медицине и его преодоление» (нем. Das autistisch-undisziplinierte Denken in der Medizin und seine Überwindung), в которой пытался обосновать, что медицинское мышление, мышление врачей — в большей части лишено логики, не допускает противоречий и принимает желаемое за действительное. Оно в некоторой степени схоже с аутистическим мышлением больных шизофренией, отрицающих реальность.
Если врач вылечил сотню случаев гриппа аспирином и наблюдал благоприятные последствия, он может сделать вывод, что аспирин лечит грипп. При этом он может проигнорировать тот факт, что в большинстве случаев грипп проходит сам собой. Ещё в качестве примера, при отказе от гипноза с аргументацией, что он «ослабляет мою волю», мышление является аутистичным, поскольку индивид выдвигает мнимый аргумент только потому, что сила гипноза над его интимным эго не подходит ему; другими словами, данный аргумент чисто аффективен, а эта аутистическая «логика» — лишь средство для достижения цели.
Блейлер приводит пример, что в медицине помощь людям незамедлительна и крайне быстра, но размышления «где и как помочь» слишком нерешительны и медленны[уточнить]. Врачи делают много ошибок и с энтузиазмом занимаются двумя видами медицинских случаев: в которых выздоровление наступает само, либо в случаях неизлечимой болезни. Следовательно, характерны многие ошибки и усердная медицинская деятельность при болезнях, при которых состояние становится лучше само по себе, а также в тех, которые неизлечимы. В качестве примера приводится лечение шоками (автор не указал, какими именно, инсулиношоковыми или электрошоковыми) и лоботомия лиц с психическими расстройствами.
В предисловии ко второму изданию Блейлер смягчил критику, выразив сожаление, что использовал психопатологический термин «аутистическое» для обозначения медицинского образа мышления.

## Пример пациента с аутистическим мышлением
Ниже приводится пример и анализ пациента с шизофренией с аутистическим мышлением. «Я уже с 1886 года Церингер» (нем. „Ich bin schon seit 1886 Zähringer“) — стереотипная фраза параноидной пациентки Карла Юнга из книги «Психология Dementia praecox» (лат. dementia praecox — устаревшее название шизофрении, переводится с латинского как «преждевременное слабоумие»). Символическое значение «Zähringer» может быть легко проанализировано: пациентка — «Zähringer», так как она живуча (нем. „zäeh“). Пациентка серьёзно относится к этому звуковому сходству, хоть это и звучит как каламбур, одновременно с этим Zähringer для неё обозначает красивую квартиру в части города, называемой Zähringerquartier (Zähringer также название семейного дома в Байдене). В данном случае наблюдается подобное сновидению слияние разнородных представлений.
Анализ Юнга:

За последнее время пациентка часто говорит о следующих неологизмах: «я — Швейцария». Анализ: я, как двойная, давно уже установила Швейцарию — я не должна быть заперта здесь — я поступила сюда свободно — кто свободен от вины и от ошибок, сохраняет детски-чистую душу — я также журавль — Швейцарию ведь нельзя запереть. Нетрудно понять, каким образом пациентка является Швейцарией: Швейцария свободна — пациентка «поступила сюда свободно» — поэтому её нельзя держать взаперти. Применение того же слова «свободна» является прямым поводом контаминации с понятием «Швейцария». Подобен этому, но ещё более причудлив неологизм: «я — журавль». «Кто свободен от вины» и т. д. — известная цитата из «Ивиковых журавлей». Поэтому пациентка прямо сливает себя с «журавлём».
Оригинальный текст (нем.)
Ich habe als Doppel die Schweiz schon lange festgestellt — ich gehöre nicht hier eingesperrt — ich bin frei hier eingetreten — Wer frei von Schuld und Fehle, bewahrt die kindlich reine Seele — ich bin auch eine Kranich — die Schweiz kann man doch nicht einsperren.
Wieso Pat. eine Schweiz ist, ist unschwer einzusehen: die Schweiz ist frei — Pat. ist ,,frei“ hier „eingetreten“ also darf man sie nicht eingesperrt halten. as tertium comparationis "frei“ gibt ohne weiteres den Anlaß zur Kontamination mit Schw eiz.

Ähnlich, nur noch grotesker, ist der Neologismus: „Ich bin eine Kranich“. „Wer frei von Schuld“ usw. ist das bekannte Zitat aus den „Kranichen des Ibykus“. Pat. verdichtet sich daher kurzweg mit „Kranich“.
— «Психология Dementia praecox» (Über die Psychologie der Dementia praecox), 1907
Также можно проинтерпретировать, что все эти мысли — исходные точки различных желаний: похвалы, признания, материальной обеспеченности. До манифестации шизофрении пациентка была бедна и происходила из «низкосортной», семьи, а её сестра была проституткой. Все эти мысли и фантазии выражают стремление освободиться от данной среды и занять более высокое общественное положение, и выражаются они в подобных неясных метафорах.
В статье «Аутистическое мышление» (1912) Блейлер обширно цитировал текст об этой пациентке, так как в ней представлен отличный пример аутистического мышления.

## Аутизм и интроверсия
В 1912 году Блейлер признал, что его термин «аутизм» почти совпадает с термином «интроверсия» швейцарского психиатра и психоаналитика Карла Юнга. Но термин «интроверсия» Юнга является не симптомом, не психическим расстройством, а чертой личности психически здорового человека.
Интроверсия концепции Юнга и аутизм Блейлера сильно перекрываются. Данное понятие обозначает обращение внутрь либидо, которое в нормальных случаях должно искать объекты в реальном мире (однако аутистические стремления могут направляться и на внешний мир).
В 1912 году Карл Юнг опубликовал психологическую книгу «Wandlungen und Symbole der Libido» (на английском издана как «Psychology of the Unconscious» (Психология бессознательного). Согласно статье «Аутичное мышление», то, что Блейлер называет «logisches» (логическим) или «realistisches» (реалистичным), Юнг называет «определённо-направленным мышлением» (gerichtetes Denken). То, что Блейлер называет «autistische» (аутистическим), Юнг называет «Phantasieren» (мечтанием) или «Träumen» (сновидением, грёзой).

## Аутизм, направленный на внешний мир
По Блейлеру, аутистические стремления могут направляться и на внешний мир. Он приводит 4 примера:
- шизофреника с бредом реформаторства (тип бреда, входит в группу бреда величия). При этом типе бреда больной аутистический шизофреник может быть очень социально активным, и добиваться внедрения экономической, социальной или политической «теории», которая внесёт революционные изменения.
- когда маленькая девочка превращает в своих фантазиях кусок дерева в ребёнка.
- когда человек одушевляет объекты.
- индивидуум создаёт бога из абстрактной идеи.

## Творчество шизофренических аутистов
Японскими психиатрами проводились исследования рисунков аутистических пациентов с простым типом шизофрении, и ими были найдены такие особенности, как отсутствие витальности на всех рисунках, более малые объекты в центре рисунков, преобладающее пустое пространство в окружности. Их исследование трактовалось как «отчуждение от объективного опыта» шизофренических аутистов.

## Теоретическое и экспериментальное исследования аутизма
Блейлер писал, что наиболее обширное теоретическое и экспериментальное исследование концепции аутизма находится в работе американского психолога Гарднера Мёрфи (1895—1979). В его экспериментальной работе по аутизму, проведённой вместе с сотрудниками, Р. Левином, Прошанским, Шафером, Дж. Левином, Зелеманном, Постманом, Мёрфи аутизм определён как «движение когнитивных процессов в направлении удовлетворения потребностей» (англ. …movement of cognitive processes in the direction of need satisfaction…). Блейлер уточняет, что отличительной чертой аутистического мышления, вероятно, является наиболее краткосрочное стремление к удовлетворению. После работы Мёрфи интерес к проблеме снова распространяется, о чём свидетельствуют исследования Брунера, Постмана, Макклелланда, Клейна и других психологов.
Для будущих исследований шизофрении изучение субъективного аутистического опыта — многообещающая область для психиатрии. В настоящее время теория Блейлера, обращённая на постижение сложности шизофренической личности, не теряет актуальности.

## Аутизм в медицинских классификаторах

### Международная классификация болезней
В Международной классификации болезней 9-пересмотра (МКБ-9) аутизм упоминается как симптом шизофренических психозов (295).
В МКБ-10 в диагностических критериях шизофрении аутизм вообще не упоминается. Данный термин в классификации употребляется исключительно для обозначения детского аутизма (синдрома Каннера; F84.0). Лео Каннер придерживался позиции, что шизофрения и детский аутизм — разные психические расстройства, которые друг с другом никак не связаны, и не имеют между собой ничего общего.

### Диагностическое и статистическое руководство по психическим расстройствам
В Диагностическом и статистическом руководстве по психическим расстройствам 2-го издания (DSM-II) «аутистическое мышление без потери способности распознавать реальность» предписывается «шизоидной личности» (код 301.2). «Шизофрения, детский тип» (код 295.8*) описывается как состояние, которое «может проявляться аутистическим, атипичным и скрытным поведением».
В DSM-III аутизм уже приписывается только диагнозу «инфантильный аутизм» (код 299.0x). Аутизм там определяется как «отсутствие реакции на других людей» (англ. a lack of responsiveness to other people).
В DSM-III-R появилось «аутистическое расстройство» (код 299.00), тяжёлая форма первазивного расстройства развития, с наступлением в младенчестве или детстве, что также является синдромом Каннера. Однако в главе 3 появляется термин «аутизм» при описании шизофрении. В DSM-III-R указано, что аутизм — это также нарушение межличностного функционирования и отношения к внешнему миру больного шизофренией. Аутизм — это когда человек серьёзно озабочен эгоцентрическими и нелогичными идеями и фантазиями, не допускает или искажает или извращает внешний мир.
В 4-м и 4-м переработанном издании (DSM-IV и DSM-IV-TR) диагностическая единица «аутистическое расстройство» (англ. autistic disorder, код 299.00) относится к общим расстройствам развития, и тоже предназначена для обозначения детского аутизма — синдрома Каннера.
В последнем 5-м издании DSM-5 «аутистическое расстройство» сменило расстройство аутистического спектра (коды 299.00/F84.0), относящееся к детским неврологическим расстройствам развития (англ. neurodevelopmental disorders), основная характеристика которого — постоянный дефицит в социальной коммуникации и социальном взаимодействии. При описании шизофрении термин аутизм в последних версиях руководств также не упоминается.

## «Аутизм наизнанку» или регрессивная синтонность
«Аутизм наизнанку» или регрессивная синтонность (термин Тиганова А. С.) — одно из проявлений шизофренического аутизма, обозначающее патологическую психическую обнажённость и откровенность, утрату понятий о приличии и стыдливости. Помимо этого, пациентам с регрессивной синтонностью свойственно игнорировать принятые в обществе нормы морали и социального поведения.
«Аутизм наизнанку» внешне прямо противоположен аутизму в обычном понимании: крайне высокая общительность и открытость, раскованность. Природа данного феномена в невозможности больного чувствовать морально-этическую грань между табуированным и дозволенным в обществе, непонимание того, что его поведение противоречит принятым в обществе нормам. Такие пациенты могут делиться с посторонними людьми весьма интимными вещами, например, своими сексуальными пристрастиями или особенностями своего посещения туалета.

## Аутистическое поведение при ремиссии
Описаны типичные черты аутистического поведения при ремиссии и состояниях после перенесённого приступа эндогенного психоза. После психоза личность шизофреника изменяется, один из видов таких изменений называется «фершробен» (от нем. Verschrobenheit «странность», «взбалмошность», «чудачество»). Данный тип изменений личности рассматривается в качестве аутистической активности с вычурными (причудливыми), не согласующимися с общепринятыми нормами нелепыми поступками. Японские исследователи Йосихиро Ватанабэ и Сатоси Като выделили две категории «фершробена»: поведенческие странности с бредом и поведенческие аутистические странности без бреда.
Другой вариант изменения личности — добросовестный «чудак», характерные черты: обожание одного либо очередного «кумира», ничем не оправданный оптимистичный взгляд на жизнь, склонность к идеализации, романтически-восторженное отношение к действительности, мечтательность, платоническая влюблённость, неумеренный пафос по отношению к действительности.
А. В. Снежневский указывал тип изменённой личности с чрезмерным педантизмом и нарастающей стереотипностью поведения.
В общей психопатологии нет термина для наименования трансформации «Я» при аутизме. Однако немецкий психиатр-экзистенциалист Карл Теодор Ясперс использовал термин «персонификация» (Personifikation) для обозначения «расщепления личности» и возникновения новых свойств личности у шизофреника после перенесённого эндогенного психоза.
В. М. Воловиком введён термин «патологическая реперсонализация» (деперсонализация как бы с обратным знаком). Обозначает изменения самосознания в форме «иного понимания реальности» и «нового восприятия своей личности». Термин Воловика не стал востребованным в психиатрической литературе.

## Анахоретство при аутизме
Анахоретством (от др.-греч. ἀναχωρητής «анахорет», «отшельник», от др.-греч. ἀναχωρέω «отступать», «отходить», «уходить», «удаляться») в психиатрии называется стремление к безлюдным местам, стремление избегать контактов с людьми и обособление от окружающего мира. Явление очень часто встречается в рамках шизофренического аутизма, а также при шизоидном расстройстве личности и депрессии.

## Болезни, для которых характерен аутизм
Аутизм встречается главным образом при шизофрении и шизофреноподобных психозах различной этиологии, это так называемый «психотический аутизм». В мягких (по сравнению с шизофренией) формах аутизм встречается при расстройствах личности («психопатический аутизм»), например, при шизоидном расстройстве личности, для которого характерно аутистическое мышление без потери способности распознавать реальность, иногда при грёзах при истерическом расстройстве личности). «Нормальпсихологический аутизм» встречается у психически здоровых в период детства, когда ещё отсутствует соответствующий жизненный опыт, необходимый для логического мышления. Однако у не страдающих шизофренией людей аутистические тенденции всё же более точно описываются термином «интроверсия», что является вариантом психической нормы.

## Критика
Понятие «аутизм» критикуется некоторыми психиатрами за недостаточную чёткость, также высказывается критическое отношение к концептуальной и диагностической ценности аутизма. Критика концепции появилась уже при жизни Блейлера. Указанная концептуальная неопределённость обусловила неопределённость клинической квалификации аутизма, поэтому некоторыми авторами он рассматривался не как симптом, а как синдром, симптомокомплекс или эпифеномен.
А. Кронфельд отмечал, что отход от реального мира и изменение личности присуще любому болезненному реагированию.
К диагностической ценности аутизма некоторые психиатры проявляют здоровый скептицизм. Некоторые исследователи предлагают совсем отказаться от использования понятия «аутизм» в психиатрической практике и медицинских классификациях.